# Harold Urey
Harold Clayton Urey (sinh ngày 29 tháng 4 năm 1893 - mất ngày 5 tháng 1 năm 1981) là một nhà hóa học vật lý người Mỹ, người tiên phong nghiên cứu các đồng vị và với công việc này, ông đã được trao giải Nobel Hóa học vào năm 1934 vì phát hiện ra deuterium. Ông đóng góp một vai trò quan trọng trong việc phát triển bom nguyên tử, nhưng có thể nói, nổi bật nhất vì những đóng góp của ông cho các lý thuyết về sự phát triển của đời sống hữu cơ từ các vật chất không sống. Ông đoạt giải Nobel Hóa học năm 1934. Đồng thời ông cũng được trao Huy chương vàng của Hội Thiên văn học Hoàng gia Anh, tức là trở thành ủy viên của Hội Hoàng gia Anh.
Sinh ra ở Walkerton, Indiana, Urey nghiên cứu động lực học theo Gilbert N. Lewis tại Đại học California. Sau khi nhận được bằng tiến sĩ năm 1923, ông được Hiệp hội Người Mỹ gốc Scandinavia trao học bổng cho Học viện Niels Bohr ở Copenhagen. Ông là cộng sự nghiên cứu tại Đại học Johns Hopkins trước khi trở thành phó giáo sư Hóa học tại Đại học Columbia. 
Năm 1931, ông bắt đầu làm việc với việc tách các đồng vị dẫn đến việc phát hiện ra deuterium.
Trong cuộc chiến tranh thế giới thứ hai, Urey đã biến kiến thức của ông về sự tách biệt đồng vị với vấn đề làm giàu uranium. Ông đứng đầu nhóm nghiên cứu thuộc Đại học Columbia, phát triển việc tách đồng vị bằng cách sử dụng sự khuếch tán khí. Phương pháp này đã được phát triển thành công, trở thành phương pháp duy nhất được sử dụng trong giai đoạn sau chiến tranh. Sau chiến tranh, Urey trở thành giáo sư hóa học tại Viện Nghiên cứu Hạt nhân, và sau đó Ryerson giáo sư hóa học tại Đại học Chicago.
Urey suy đoán rằng bầu khí quyển mặt đất ban đầu có thể bao gồm amonia, metan và hydro. Một trong những sinh viên tốt nghiệp ở Chicago của ông là Stanley L. Miller, người đã cho thấy trong thí nghiệm Miller-Urey rằng, nếu một hỗn hợp đó được phơi ra với tia lửa điện và nước, nó có thể tương tác để tạo ra amino acid, thường được coi là các khối xây dựng của cuộc sống. Làm việc với các đồng vị oxy đã dẫn tới việc đi tiên phong trong lĩnh vực nghiên cứu cổ điển mới. Năm 1958, ông nhận một chức vụ như là một giáo sư tại Đại học California, San Diego (UCSD), nơi đã giúp ông tạo ra khoa học. Ông là một trong những thành viên sáng lập của trường Hóa học của UCSD, được tạo ra vào năm 1960. Ông đã trở nên quan tâm nhiều hơn đến khoa học không gian, và khi Apollo 11 trả lại các mẫu đá mặt trăng từ mặt trăng, Urey đã kiểm tra chúng tại Phòng thí nghiệm Nhận Lunar. Nhà du hành vũ trụ mặt trăng Harrison Schmitt nói rằng Urey đã tiếp cận anh ta như một tình nguyện viên cho một sứ mệnh một chiều lên Mặt Trăng, nói rằng "Tôi sẽ đi, và tôi không quan tâm nếu tôi không trở lại".

## Những năm đầu tiên
Harold Clayton Urey sinh ngày 29 tháng 4 năm 1893 tại Walkerton, Indiana, là con trai của Samuel Clayton Urey, giáo viên trường học và một bộ trưởng Giáo hội Các Anh em và vợ ông là Cora Rebecca née Reinoehl. Urey có một người em trai, Clarence, và một em gái, Martha. Gia đình ông chuyển tới Glendora, California, nhưng quay lại Indiana để sống với mẹ góa của Cora khi Samuel bị ốm nặng vì bệnh lao. Ông qua đời khi Urey sáu tuổi.
Urey được giáo dục tại một trường lớp Amish, tốt nghiệp từ năm 14 tuổi. Sau đó ông theo học tại trường trung học ở Kendallville, bang Indiana. Sau khi tốt nghiệp năm 1911, ông đã nhận được giấy chứng nhận của giáo viên từ Earlham College, và dạy tại một ngôi trường nhỏ ở Indiana. Sau đó, ông chuyển đến Montana, nơi mẹ ông đã được sống, và ông tiếp tục giảng dạy ở đó. Urey vào Đại học Montana ở Missoula vào mùa thu năm 1914, nơi ông lấy bằng Cử nhân Khoa học (BS) về động vật học vào năm 1917.Sau khi Hoa Kỳ gia nhập cuộc chiến tranh thế giới thứ nhất năm đó, Urey đã làm một công việc thời chiến với Công ty Hóa chất Barrett ở Philadelphia, làm cho TNT. Sau khi chiến tranh kết thúc, ông trở lại trường Đại học Montana với tư cách là một giảng viên về Hóa học.
Một sự nghiệp học thuật đòi hỏi một vị tiến sĩ, do đó vào năm 1921 Urey tham gia một chương trình tiến sĩ tại Đại học California, Berkeley, nơi ông nghiên cứu nhiệt động lực học dưới Gilbert N. Lewis. Nỗ lực ban đầu của ông trong luận án là về sự ion hóa của hơi cesium. Ông đã gặp khó khăn, và một nhà vật lý Ấn Độ đã xuất bản một bài báo tốt hơn về cùng một chủ đề. Urey sau đó đã viết luận án của ông về các trạng thái ion hóa của một khí lý tưởng, sau đó được xuất bản trong Tạp chí Vật lý thiên văn. Sau khi nhận được bằng tiến sĩ năm 1923, Urey đã được Tổ chức American-Scandinavian trao học bổng tại Học viện Niels Bohr ở Copenhagen, nơi ông gặp Werner Heisenberg, Hans Kramers, Wolfgang Pauli, Georg von Hevesy và John Slater. Khi kết thúc chuyến lưu diễn, ông đã đi đến Đức, nơi ông gặp Albert Einstein và James Franck.
Khi trở lại Hoa Kỳ, Urey nhận được đề nghị của Hội đồng Nghiên cứu Quốc gia về Đại học Harvard và cũng nhận được đề nghị là nghiên cứu viên của Đại học Johns Hopkins. Ông đã chọn cái trường Đại học Johns Hopkins. Trước khi bắt đầu công việc, ông đã tới Seattle, Washington để thăm mẹ. Trên đường đi, ông dừng lại ở Everett, Washington, nơi ông ta biết một phụ nữ tên là Kate Daum. Kate giới thiệu Urey với chị gái, Frieda. Urey và Frieda sớm đính hôn. Họ đã kết hôn tại nhà của cha cô ở Lawrence, Kansas vào năm 1926. Hai vợ chồng có bốn người con: Gertrude Bessie (Elisabeth), sinh năm 1927; Frieda Rebecca, sinh năm 1929; Mary Alice, sinh năm 1934; và John Clayton Urey, sinh năm 1939.
Tại Johns Hopkins, Urey và Arthur Ruark đã viết Atoms, Quanta và Molecules (1930), một trong những văn bản tiếng Anh đầu tiên về cơ học lượng tử và các ứng dụng của nó đối với các hệ thống nguyên tử và phân tử. Năm 1929, Urey trở thành phó giáo sư Hóa học tại Đại học Columbia, nơi các đồng nghiệp của ông bao gồm Rudolph Schoenheimer, David Rittenberg, và T. I. Taylor.

## Deuterium
Khoảng thời gian này, William Giauque và Herrick L. Johnston tại Đại học California phát hiện ra các đồng vị ổn định của oxy. Đồng vị đã không được hiểu rõ tại thời điểm đó; James Chadwick sẽ không khám phá ra neutron cho đến năm 1932. Hai hệ thống được sử dụng để phân loại chúng, dựa trên tính chất hóa học và vật lý. Loại thứ hai được xác định bằng cách sử dụng phổ quang phổ khối. Vì nó đã được biết rằng trọng lượng nguyên tử của oxy đã gần như chính xác gấp 16 lần so với hydro, Raymond Birge và Donald Menzel đã đưa ra giả thuyết rằng hydro cũng có nhiều hơn một đồng vị. Dựa trên sự khác biệt giữa kết quả của hai phương pháp, họ dự đoán rằng chỉ có một nguyên tử hydro trong 4.500 là đồng vị nặng.
Năm 1931, Urey tìm ra nó. Urey và George Murphy tính từ dòng Balmer rằng đồng vị nặng nên có các đường dây chuyển đổi từ 1.1 đến 1.8 ångströms (1.1 x 10-10 to 1.8 x 10-10 mét). Urey đã được sử dụng một thiết bị quang phổ hấp dẫn dài 21 feet (6.4 m), một thiết bị nhạy cảm đã được lắp đặt gần đây tại Columbia và có khả năng giải quyết dòng Balmer. Nó có độ phân giải 1 Å / mm, do đó trên máy này, sự khác biệt là khoảng 1 mm. Tuy nhiên, vì chỉ có một nguyên tử ở 4.500 là nặng, đường trên quang phổ rất mờ. Do đó, Urey quyết định trì hoãn xuất bản kết quả của mình cho đến khi ông có thêm bằng chứng thuyết phục rằng đó là hydro nặng.
Urey và Murphy tính từ mô hình Debye rằng đồng vị nặng sẽ có điểm sôi hơi cao hơn ánh sáng một. Bằng cách cẩn thận làm nóng hydro lỏng, 5 lít hydro lỏng có thể được chưng cất đến 1 mililit, sẽ được làm giàu trong đồng vị nặng từ 100 đến 200 lần. Để có được 5 lít hydro lỏng, họ đã đi đến phòng thí nghiệm cryogenic tại National Bureau of Standards ở Washington, D.C., nơi họ nhận được sự trợ giúp của Ferdinand Brickwedde, người mà Urey đã biết ở Johns Hopkins.
Mẫu đầu tiên mà Brickwedde gửi đã được làm bay hơi ở 20 K (-253,2 °C, -423,7 °F) ở áp suất 1 bầu không khí tiêu chuẩn (100 kPa). Đáng ngạc nhiên của họ, điều này cho thấy không có bằng chứng làm giàu. Brickwedde sau đó chuẩn bị một mẫu thứ hai bay hơi ở 14 K (-259,1 °C, -434,5 °F) ở áp suất 53 mmHg (7,1 kPa). Trên mẫu này, dòng Balmer cho hydro nặng gấp 7 lần. Bài báo công bố khám phá ra cái mà chúng ta gọi là deuterium đã được Urey, Murphy và Brickwedde xuất bản năm 1932. Urey được trao Giải Nobel Hóa học năm 1934 vì "sự phát hiện của ông về hydro nặng". Ông từ chối tham dự buổi lễ tại Stockholm, để ông có thể có mặt tại sự ra đời của con gái mình là Mary Alice.
Làm việc với Edward W. Washburn từ Bureau of Standards, Urey sau đó phát hiện ra lý do cho mẫu bất thường. Hydro Brickwedde đã được tách ra từ nước bằng điện phân, dẫn đến mẫu đã cạn kiệt. Hơn nữa, Francis William Aston đã báo cáo rằng giá trị tính toán cho trọng lượng nguyên tử của hydro là sai, do đó làm mất hiệu lực lý luận ban đầu của Birge và Menzel. Tuy nhiên, phát hiện ra deuterium đã vẫn đứng vững.
Urey và Washburn đã cố gắng sử dụng điện phân để tạo ra nước nặng tinh khiết. Kỹ thuật của họ là âm thanh, nhưng họ đã bị đánh bại vào năm 1933 bởi Lewis, người có nguồn lực của Đại học California giúp đỡ theo đề xướng của ông. Sử dụng phương pháp xấp xỉ Born-Oppenheimer, Urey và David Rittenberg đã tính toán các tính chất của khí có chứa hydro và deuterium. Họ mở rộng điều này để làm giàu các hợp chất của cacbon, nitơ và oxy. Chúng có thể được sử dụng làm chất tra cứu trong sinh hóa học, dẫn đến một phương pháp kiểm tra phản ứng hóa học hoàn toàn mới. Ông thành lập Tạp chí Vật lý Hoá học năm 1932, và là biên tập viên đầu tiên, phục vụ trong khả năng đó cho đến năm 1940.
Urey đã đóng góp một bài báo khoa học cho The Scientific Monthly về Irving Langmuir, người đã phát minh ra việc hàn hydro nguyên tử vào năm 1911 bằng cách sử dụng 300 đến 650 volt điện và sợi filament wolfram, và đã giành được Giải Nobel Hóa học năm 1932 cho công trình hóa học bề mặt của ông.
Tại Columbia, Urey chủ tọa Đại học Liên minh Dân chủ và Tự do Trí tuệ. Ông ủng hộ đề xuất của Đại Tây Dương Clarence Streit về một liên minh liên bang của các nền dân chủ lớn trên thế giới và nguyên nhân của cộng hòa trong cuộc Nội chiến Tây Ban Nha. Ông là một đối thủ đầu tiên của chủ nghĩa phát xít Đức và trợ giúp các nhà khoa học tị nạn, bao gồm cả Enrico Fermi, bằng cách giúp họ tìm được việc làm ở Hoa Kỳ và điều chỉnh cuộc sống ở một đất nước mới.

## Dự án Manhattan
Vào thời Thế Chiến II nổ ra ở Châu Âu vào năm 1939, Urey được công nhận là một chuyên gia về tách đồng vị. Cho đến nay, việc chia tách chỉ liên quan đến các yếu tố nhẹ. Năm 1939 và 1940, Urey xuất bản hai bài báo về việc tách các đồng vị nặng hơn, trong đó ông đề nghị tách ly tâm. Điều này đặt ra tầm quan trọng to lớn bởi sự suy đoán của Niels Bohr rằng uranium 235 có thể phân rã. Vì nó được coi là "rất nghi ngờ liệu một phản ứng dây chuyền có thể được thành lập mà không tách 235 khỏi phần còn lại của uranium", Urey bắt đầu nghiên cứu chuyên sâu về cách làm giàu urani có thể đạt được như thế nào. Ngoài việc ly thân bằng ly tâm, George Kistiakowsky cho rằng sự khuếch tán khí có thể là một phương pháp có thể. Một khả năng thứ ba là khuếch tán bằng nhiệt. Urey đã điều phối tất cả các nỗ lực nghiên cứu tách đồng vị, bao gồm cả nỗ lực để sản xuất nước nặng, có thể được sử dụng như là một người kiểm duyệt neutron trong lò phản ứng hạt nhân.
Tháng 5 năm 1941, Urey được bổ nhiệm vào Ủy ban Uranium, giám sát dự án uranium trong Ủy ban Nghiên cứu Quốc phòng Quốc gia (NDRC). Năm 1941, Urey và George B. Pegram đã lãnh đạo một phái bộ ngoại giao tới Anh để thiết lập hợp tác phát triển bom nguyên tử. Người Anh lạc quan về sự khuếch tán khí, nhưng rõ ràng là cả hai phương pháp khí và ly tâm đều phải đối mặt với những chướng ngại kỹ thuật ghê gớm. Vào tháng 5 năm 1943, khi dự án Manhattan giành được đà tăng trưởng. Urey trở thành người đứng đầu Phòng thí nghiệm Vật liệu thay thế Chiến tranh (SAM Laboratories) tại Columbia, chịu trách nhiệm cho quá trình làm giàu nước nặng và tất cả các quá trình làm giàu đồng vị, ngoại trừ quá trình điện từ của Ernest Lawrence.
Các báo cáo ban đầu về phương pháp ly tâm chỉ ra rằng nó không hiệu quả như dự đoán. Urey cho rằng nên sử dụng một hệ thống hiện đại phức tạp hơn nhưng lại phức tạp hơn thay vì phương pháp luồng thông tin trước đó. Vào tháng 11 năm 1941, những trở ngại kỹ thuật dường như đủ mạnh để quá trình này bị bỏ rơi. Các máy ly tâm ngược dòng được phát triển sau chiến tranh, và ngày nay là phương pháp được ưa chuộng ở nhiều nước.
Quá trình khuếch tán khí vẫn còn đáng khích lệ, mặc dù nó cũng đã có những trở ngại kỹ thuật để vượt qua. Vào cuối năm 1943, Urey đã có hơn 700 người làm việc cho ông trên sự khuếch tán khí. Quá trình này liên quan đến hàng trăm thác, trong đó có chứa urani hexafluoride ăn mòn lan truyền qua các rào chắn khí, dần dần được làm giàu ở mọi giai đoạn. Một vấn đề lớn là tìm kiếm con dấu thích hợp cho máy bơm, nhưng đến nay khó khăn lớn nhất nằm ở việc xây dựng một rào cản khuếch tán thích hợp. Việc xây dựng nhà máy khuếch tán khí K-25 khổng lồ đã được tiến hành trước khi một rào chắn phù hợp có sẵn với số lượng vào năm 1944. Như một sự sao lưu, Urey đã khuếch tán nhiệt.
Bị mòn mỏi bởi nỗ lực này, Urey rời dự án vào tháng 2 năm 1945, giao trách nhiệm cho R. H. Crist. Nhà máy K-25 bắt đầu hoạt động vào tháng 3 năm 1945, và khi các lỗi đã được thực hiện, nhà máy hoạt động với hiệu quả đáng kinh ngạc và kinh tế. Trong một thời gian, uranium được đưa vào nhà máy khuếch tán nhiệt dạng lỏng S50, sau đó là khí K-25, và cuối cùng là nhà máy tách điện từ Y-12; nhưng ngay sau khi chiến tranh kết thúc, các nhà máy tách nhiệt và điện từ đã bị đóng cửa, và sự tách biệt chỉ được tiến hành bởi K-25. Cùng với cặp song sinh, K-27, được xây dựng vào năm 1946, nó đã trở thành nhà máy tách đồng vị chính trong giai đoạn sau chiến tranh. Đối với công trình của ông về Dự án Manhattan, ông Urey đã được Huân chương khen thưởng bởi Giám đốc dự án, Thiếu tướng Leslie R. Groves, Jr.

## Karl P. Cohen
Karl P. Cohen (1913-2012) là một nhà hóa học người Hoa Kỳ từng làm trợ lý nghiên cứu dưới sự chỉ đạo của Harold Urey. Thành công lớn nhất của Cohen là làm việc với Urey tại Columbia, nơi ông đã giúp hoàn thiện các kỹ thuật làm giàu được sử dụng trong Dự án Manhattan. Ông là một nhân vật quan trọng trong việc phát triển sự tách biệt đồng vị ly tâm, hiện nay là cách làm giàu uranium phổ biến nhất. Ông đã trở thành một cố vấn cho Standard Oil và làm việc hướng tới khả năng năng lượng hạt nhân. Cohen sau đó bắt đầu công việc của mình với General Electric Company và thành lập Ủy ban An toàn Lò phản ứng ở đó.

## Những năm sau chiến tranh
Sau chiến tranh, Urey trở thành giáo sư hóa học tại Viện Nghiên cứu Hạt nhân, và sau đó trở thành giáo sư hóa học của Ryerson tại Đại học Chicago vào năm 1952. Ông đã không tiếp tục nghiên cứu trước chiến tranh của mình với đồng vị. Tuy nhiên, áp dụng kiến thức thu được bằng hydro cho oxy, ông nhận ra rằng phân đoạn giữa cacbonat và nước cho oxy-18 và oxy-16 sẽ giảm 1,04 trong khoảng từ 0 đến 25 °C (32 và 77 °F). Tỷ lệ đồng vị sau đó có thể được sử dụng để xác định nhiệt độ trung bình, giả sử rằng thiết bị đo đủ nhạy. Nhóm nghiên cứu bao gồm đồng nghiệp Ralph Buchsbaum. Việc kiểm tra một belemnite 100 triệu năm tuổi sau đó chỉ ra nhiệt độ mùa hè và mùa đông mà nó đã sống qua trong một khoảng thời gian bốn năm. Trong nghiên cứu tiền cổ học tiền phong này, Urey đã được Hội Địa lý Hoa Kỳ trao tặng Huân chương Arthur L. Day và Huy chương Goldschmidt của Hiệp hội Địa hoá.
Thí nghiệm Miller-Urey, Urey tích cực vận động tranh cử chống lại dự luật tháng 5 năm 1946 vì ông sợ rằng nó sẽ dẫn tới việc kiểm soát quân sự về vũ khí hạt nhân, nhưng ủng hộ và chiến đấu cho dự luật McMahon đã thay thế nó, và cuối cùng tạo ra Ủy ban Năng lượng nguyên tử. Sự cam kết của Urey đối với lý tưởng của chính phủ thế giới từ trước khi chiến tranh, nhưng khả năng xảy ra chiến tranh hạt nhân đã làm cho nó chỉ khẩn cấp hơn trong đầu ông. Ông đã đi nhiều nơi để có các bài giảng về chiến tranh, và tham gia vào các cuộc tranh luận của Quốc hội về các vấn đề hạt nhân. Ông tranh luận công khai thay mặt cho Ethel và Julius Rosenberg, và thậm chí còn được gọi trước Ủy ban Hoạt động Người Mỹ không người Mỹ.

## Cosmochemistry và thí nghiệm Miller-Urey
Trong cuộc sống sau này, Urey đã giúp phát triển lĩnh vực khoa học vũ trụ và được cho là đã tạo ra thuật ngữ. Tác phẩm của ông về oxy-18 đã dẫn ông đến phát triển lý thuyết về sự phong phú của các nguyên tố hóa học trên Trái Đất, và sự phong phú và tiến hóa của chúng trong các ngôi sao. Urey tóm tắt công việc của ông trong The Planets: Xuất xứ và Phát triển (1952). Urey suy đoán rằng bầu khí quyển mặt đất ban đầu có thể bao gồm amonia, metan và hydro. Một trong những sinh viên tốt nghiệp ở Chicago của ông, Stanley L. Miller, cho thấy trong thí nghiệm Miller-Urey rằng, nếu một hỗn hợp đó được phơi ra với tia lửa điện và nước, nó có thể tương tác để tạo ra amino acid, thường được coi là các khối xây dựng của cuộc sống.
Urey đã dành một năm làm giáo sư thỉnh giảng tại Đại học Oxford ở Anh năm 1956 và 1957. Năm 1958, ông được nhận vào độ tuổi nghỉ hưu của Đại học Chicago 65 tuổi, nhưng ông đã nhận một chức vụ như là một giáo sư lớn tại Đại học California, San Diego (UCSD) và chuyển đến La Jolla, California. Sau đó ông được bầu làm giáo sư danh dự từ năm 1970 đến năm 1981. Urey đã giúp xây dựng khoa học khoa học ở đó. Ông là một trong những thành viên sáng lập của trường Hóa học của UCSD, được tạo ra vào năm 1960, cùng với Stanley Miller, Hans Suess và Jim Arnold.
Vào cuối những năm 1950 và đầu những năm 1960, khoa học vũ trụ đã trở thành lĩnh vực nghiên cứu hàng đầu sau sự ra đời của Sputnik I. Urey đã thuyết phục NASA đưa ra những chiếc đầu dò không người lái lên mặt trăng một cách ưu tiên. Khi Apollo 11 trả lại các mẫu đá mặt trăng từ mặt trăng, Urey đã kiểm tra chúng tại Phòng thí nghiệm Tiếp nhận Lunar. Những mẫu này ủng hộ sự phản đối của Urey rằng mặt trăng và Trái Đất có cùng nguồn gốc. Trong khi ở UCSD, Urey đã xuất bản 105 bài báo khoa học, 47 trong số đó về chủ đề âm lịch.

## Quá trình đi tìm nguồn gốc sự sống
Vào năm 1952, Urey, qua quá trình đối chiếu kết quả phân tích thành phần các thiên thạch với kết quả nghiên cứu các hợp chất hóa học nguyên thủy trên Trái Đất, đã đề ra một học thuyết về nguồn gốc và sự phát triển sự sống trên Trái Đất.
Trước tiên, Urey đã khảo sát quá trình hóa học xảy ra trong hệ Mặt trời. Ông đã nhận thấy rằng sau khi hình thành hệ Mặt trời, các hành tinh gần Mặt Trời bị bức xạ Mặt Trời đốt nóng, các nguyên tố nhẹ trong hành tinh sẽ bay đi mất dần. Hành tinh càng ngày càng đậm đặc, nhiệt độ tăng lên. Ở mặt ngoài hành tinh methane,amonia, nước, hydro,... xuất hiện và hình thành khí quyển có tính khử. Sau khi trên mặt đất xuất hiện sự sống, do quá trình quang hợp của cây, oxi và nitơ xuất hiện và tạo nên khí quyể. Urey liên hệ việc xuất hiện bầu khí quyển và sự phát sinh sự sống, từ đó đề xuất rằng "bầu khí quyển có tính khử là điều kiện xuất hiện sự sống"
Để chứng minh cho cách suy nghĩ này, Urey cùng Stanley Miller, một học trò của ông, mô phỏng điều kiện mặt đất nguyên thủy trong phòng thí nghiệm. Urey đem amonia, methane, hydro cho vào một bình ảdung tích 5 lít và một bình nhỏ dung tích 0,5 lít đựng nước và nối với bình lớn. Sau đó, ông đun bình nhỏ để nước ở đó sôi để hơi nước sôi bay vào bình lớn. Tiếp theo, ông cho phóng điện liên tục ở các điện cực của bình lớn. Khi đó, amonia, methane, hydro, hơi nước tác dụng với nhau. Thí nghiệm này kéo dài tới 1 tuần. Sau đó là đem các chất trong bình lớn tiến hành phân tích. Kết quả là trong bình này, các hợp chất kim loại amit gồm có glycin, amino acidopropionic với hàm lượng lớn nhất đã xuất hiện. Cần nhớ rằng, các amino acid là thành phần chủ yếu cấu tạo nên protein, một trong những chất đóng vai trò chủ đạo trong sự xuất hiện và phát triển của sự sống.

## Cái chết và di sản
Urey rất thích làm vườn, nuôi cattleya, cymbidium và các loài phong lan khác. Ông qua đời tại La Jolla, California, và được chôn tại nghĩa trang Fairfield ở hạt DeKalb County, Indiana.
Ngoài giải Nobel năm 1943, ông còn giành huy chương Franklin năm 1943, huy chương J. Lawrence Smith năm 1962, huy chương vàng của Hiệp hội Thiên văn Hoàng gia năm 1966 và Huy chương Priestley của Hiệp hội Hoá học Hoa Kỳ năm 1973. Năm 1964, nhận được Huân chương Khoa học Quốc gia. Ông trở thành Viên của Hội Hoàng gia vào năm 1947. Được đặt theo tên của ông là miệng núi lửa tác động lên mặt trăng Urey, tiểu hành tinh 4716 Urey, và giải thưởng H.Currey, do Hiệp hội Thiên văn học Hoa Kỳ trao tặng cho các thành tựu khoa học hành tinh. Trường trung học Harold C. Urey ở Walkerton, bang Indiana, cũng được đặt tên cho ông, như Urey Hall, toà nhà hóa học tại Đại học Revelle, UCSD, ở La Jolla. UCSD cũng đã thành lập một chiếc ghế Harold C. Urey với chủ đầu tiên là Jim Arnold.

## Giải thưởng Harold Urey
Đây là một giải thưởng danh giá được trao cho các nhà thiên văn học trẻ tuổi bởi Phân ban Khoa học hành tinh của Hội Thiên văn Hoa Kỳ.